# マリホ水族館
マリホ水族館（マリホすいぞくかん）は、広島県広島市西区のマリーナホップ内に所在していた水族館である。

## 解説
瀬戸内海や広島の渓流をイメージした水槽や地元のプロ野球チームの広島東洋カープに関連したカープ鯉の池などの展示もある。
ラグーンを再現した水槽ではダイバーによるパフォーマンスが行われる。ミュージアムショップの「空海館」では限定グッズなども販売している。

## 沿革
生きている水塊をスローガンにして2017年6月24日にオープンした。
2025年3月にマリーナホップの借地権が終了するのに伴い、2024年12月1日をもって閉館。

## シン・マリホ水族館
シン・マリホ水族館（シン・マリホすいぞくかん）は、広島県広島市西区のアルパーク東練3階内に開館予定の水族館である。